# HVC in het seizoen 1955/56
Het seizoen 1955/1956 was het tweede jaar in het bestaan van de Amersfoortse betaaldvoetbalclub HVC. De club kwam uit in de Hoofdklasse A en eindigde daarin op de 15e plaats, dit betekende dat de club in het nieuwe seizoen uitkwam in de Eerste divisie.

## Wedstrijdstatistieken

### Hoofdklasse A
|       | ADO   | Ajax  | Amsterdam | DOS   | EBOH  | Eindhoven | Excelsior | Fortuna '54 | Limburgia | NAC   | NOAD  | Rigtersbleek | Roda Sport | Sparta | Stormvogels | Vitesse | VVV   |
| ----- | ----- | ----- | --------- | ----- | ----- | --------- | --------- | ----------- | --------- | ----- | ----- | ------------ | ---------- | ------ | ----------- | ------- | ----- |
| Thuis | 3 – 2 | 0 – 6 | 1 – 1     | 1 – 1 | 2 – 1 | 0 – 1     | 1 – 3     | 0 – 0       | 2 – 2     | 4 – 1 | 2 – 2 | 1 – 2        | 2 – 0      | 0 – 1  | 2 – 2       | 1 – 1   | 0 – 2 |
| Uit   | 1 – 1 | 2 – 3 | 2 – 1     | 5 – 2 | 1 – 5 | 6 – 1     | 4 – 1     | 0 – 0       | 4 – 1     | 3 – 1 | 3 – 0 | 5 – 2        | 1 – 3      | 0 – 0  | 1 – 1       | 2 – 1   | 2 – 0 |

## Statistieken HVC 1955/1956

### Eindstand HVC in de Nederlandse Hoofdklasse A 1955 / 1956
| Stand | Gespeeld | Gewonnen | Gelijk | Verloren | Punten | Doelpunten voor | Doelpunten tegen |
| ----- | -------- | -------- | ------ | -------- | ------ | --------------- | ---------------- |
| 15e   | 34       | 6        | 12     | 16       | 24     | 45              | 71               |

### Topscorers
| Competitie \| # \| Naam \| \| \| -------------- \| ------------------------- \| -- \| \| 1. \| Wout Heinen \| 20 \| \| 2. \| Jan Onrust \| 4 \| \| 2. \| Siem Sleeking \| 4 \| \| 4. \| Bertus van de Biezenbos \| 3 \| \| 4. \| Hans van Eeden \| 3 \| \| 6. \| Hennie Nederhand \| 5 \| \| 7. \| Henk Vreekamp \| 2 \| \| 8. \| Gerard Koot \| 1 \| \| 8. \| Bennie Marcus \| 1 \| \| 8. \| Bas Paauwe jr. \| 1 \| \| Eigen doelpunt \| \| \| \| – \| Henk Snoeks (Stormvogels) \| 1 \| \| Totaal \| Totaal \| 45 \| |                           |      |
| # | Naam                      | Goal |
| 1. | Wout Heinen               | 20   |
| 2. | Jan Onrust                | 4    |
| 2. | Siem Sleeking             | 4    |
| 4. | Bertus van de Biezenbos   | 3    |
| 4. | Hans van Eeden            | 3    |
| 6. | Hennie Nederhand          | 5    |
| 7. | Henk Vreekamp             | 2    |
| 8. | Gerard Koot               | 1    |
| 8. | Bennie Marcus             | 1    |
| 8. | Bas Paauwe jr.            | 1    |
| Eigen doelpunt |                           |      |
| – | Henk Snoeks (Stormvogels) | 1    |
| Totaal | Totaal                    | 45   |